# Astragalus eburneus
Astragalus eburneus es una especie de planta herbácea perteneciente a la familia de las leguminosas. Es originaria del Asia.
Es una planta herbácea perennifolia originaria de Irán.

## Taxonomía
Astragalus eburneus fue descrita por Bornm. & Gauba y publicado en Repertorium Specierum Novarum Regni Vegetabilis 50: 175. 1941.
Etimología
Astragalus: nombre genérico derivado del griego clásico άστράγαλος y luego del Latín astrăgălus aplicado ya en la antigüedad, entre otras cosas, a algunas plantas de la familia Fabaceae, debido a la forma cúbica de sus semillas parecidas a un hueso del pie.
eburneus: epíteto latíno que significa  "como el marfil".